# Reinhard Gramm (Pfarrer)
Reinhard Gramm (* 13. Mai 1929 in Schollene; † 8. April 2019) war ein deutscher evangelischer Pfarrer.

## Werdegang
Gramm wurde als Sohn des Pfarrers Bernhard Gramm und der Nora Gramm geboren. Nach dem Abitur 1948 studierte er evangelische Theologie an den Universitäten Marburg und Tübingen und absolvierte danach eine kirchliche Ausbildung. 1956 war er Vikar beim Deutschen Evangelischen Kirchentag in Frankfurt. 
Nach Tätigkeit als Gemeindepfarrer trat er 1965 in die evangelische Militärseelsorge ein. 1972 wurde er Militärdekan und stellvertretender Wehrbereichsdekan IV. Ab dem 16. Januar 1974 war er Militärgeneraldekan der Evangelischen Militärseelsorge und Leiter des Evangelischen Kirchenamtes für die Bundeswehr. Im Januar 1992 gab er sein Amt ab.

## Ehrungen
- 1976: Verdienstkreuz am Bande der Bundesrepublik Deutschland
- 1985: Verdienstkreuz 1. Klasse der Bundesrepublik Deutschland
- 1991: Großes Verdienstkreuz der Bundesrepublik Deutschland